# Kleingebiet Mór
Das Kleingebiet Mór (ungarisch Móri kistérség) war bis Ende 2012 eine ungarische Verwaltungseinheit (LAU 1) innerhalb des Komitats Fejér in Mitteltransdanubien. Im Zuge der Verwaltungsreform von 2013 gingen die Gemeinden fast alle in den nachfolgenden Kreis Mór (ungarisch Móri járás) über, Magyaralmás wurde dem Kreis Székesfehérvár (ungarisch Székesfehérvári járás) zugeordnet.
Im Kleingebiet Mór lebten Ende 2012 auf einer Fläche von 417,55 km² 34.496 Einwohner. Der Verwaltungssitz befand sich in der Stadt Mór.

## Städte
- Bodajk (4.110 Ew.)
- Mór (14.357 Ew.)

## Gemeinden
Diese 11 Gemeinden gehörten zum Kleingebiet Mór:
| Bakonycsernye | Balinka      | Csákberény  | Csókakő   | Fehérvárcsurgó |
| Isztimér      | Kincsesbánya | Magyaralmás | Nagyveleg | Pusztavám      |
| Söréd         |              |             |           |                |